# Чернобожье
Чернобо́жье — деревня в Дновском районе Псковской области России. Входит в состав Искровской волости Дновского района. Расположена на западе района, в 6 км к юго-западу от районного центра, города Дно, на левом берегу реки Полонка.

## Население
| 2001 | 2002 | 2010 |
| ---- | ---- | ---- |
| 51   | ↘46  | ↘35  |

Численность населения деревни составляла на 2000 год — 51 житель, на 2010 год — 46 человек.

## История
До 2005 года входила в состав ныне упразднённой  Должицкой волости с центром в деревне Искра.